# NGC 5026
NGC 5026 is een balkspiraalstelsel in het sterrenbeeld Centaur. Het hemelobject werd op 5 juni 1834 ontdekt door de Engelse astronoom John Herschel.

## Synoniemen
- NGC 5026
- ESO 269-73
- MCG -7-27-48
- DCL 540
- IRAS13113-4241
- PGC 46023